# 당교로
당교로(唐橋路, Danggyo-ro)는 경상북도 상주시 함창읍 함창교차로 에서 문경시 점촌동 모전오거리 잇는 도로이다.

## 주요 경유지
경상북도
- 상주시 (함창읍) - 문경시 (점촌동)

## 노선
| 이름          | 접속 노선               | 소재지 | 소재지 | 비고 |
| ------------- | ----------------------- | ------ | ------ | ---- |
| 함창 교차로   | 구향로                  | 상주시 | 함창읍 |      |
| 대조 교차로   | 국도 제3호선 (문경대로) | 상주시 | 함창읍 |      |
| 모전오거리    | 모전로 신흥로           | 문경시 | 점촌동 |      |
| 중앙로와 직결 |                         |        |        |      |

## 주요 건물 및 시설
- 쉐보레 문경전시장 (당교로 152/모전동 932-3)
- SK에너지 점촌주유소 (당교로 159/모전동 930)
- GS칼텍스 서울주유소 (당교로 169/모전동 925-3)
- SK에너지 양지셀프주유소 (당교로 162/모전동 933)
- 이마트24 문경로또명당점 (당교로 175/모전동 885-15)
- CU 문경모전점 (당교로 199/모전동 883-9)
- GS25 문경시청점 (당교로 209/모전동 883-5)
- 문경시청 (당교로 225/모전동 220)
- 대구은행 문경시청출장소 (당교로 225/모전동 220)
- 농협 문경시청출장소 (당교로 225/모전동 220)
- 농협 점촌농협 모전지점 (당교로 226/모전동 866-9)
- 삼성스토어 문경점 모바일 (당교로 237/모전동 864-16)
- 이디야커피 문경시청점 (당교로 237/모전동 864-16)
- 노브랜드 문경모전점 (당교로 242/모전동 862)
- 기아자동차 문경지점 (당교로 250/모전동 862-13)
- 농협 문경축산농협 남부지점 (당교로 253/모전동 860-8)
- 농협 문경축협 남부지점 (당교로 253/모전동 860-8)
- 새마을금고 신문경새마을금고 본점 (당교로 259/모전동 860-16)
- LG베스트샾 문경점 (당교로 256/모전동 861)
- 아성다이소 문경모전점 (당교로 258/모전동 861-5)